# Edmond Leysen
Pour les articles homonymes, voir Leysen.
Edmond Jan Coleta Leysen, né le 19 juin 1888 à Vorselaar et mort le 11 mars 1967 à Lierre, est un homme politique belge social-chrétien, membre du CVP.
Leysen fut instituteur, bibliothécaire et enseignant agricole ; il fut président du Gezinsbond (Ligue des Familles).
Il fut élu conseiller communal (1952-58) de Houtvenne ; sénateur de l'arrondissement de Malines-Turnhout (1936-1965).
Il fut créé officier et chevalier de l'ordre de Léopold II ; il fut décoré de la Croix des Déportés 1914-1918 et de la Médaille Civique d'Ancienneté de service (1e classe-Or).

## Distinctions
- Officier de l'ordre de Léopold II